# Bazylika Nawiedzenia Najświętszej Maryi Panny w Trokach
Bazylika Nawiedzenia Najświętszej Maryi Panny – świątynia rzymskokatolicka w mieście Troki, o randze bazyliki mniejszej, siedziba parafii Nawiedzenia Najświętszej Maryi Panny.

## Historia
Kościół został ufundowany przez Wielkiego Księcia Litewskiego Witolda Kiejstutowicza w roku 1409. Nadał on obecne wezwanie temu kościołowi. Kościół był przebudowywany kilkakrotnie, w 1718 roku został odrestaurowany do cech baroku. 3 września 2017 roku Franciszek nadał kościołowi tytuł bazyliki mniejszej.

## Wygląd
Kościół posiada dwie wieże, zakończone dachami o kształtach ostrosłupów foremnych. Posiada trzy nawy o układzie bazylikowym, lecz nie ma zbudowanego transeptu i obejścia.
W ołtarzu głównym znajduje się obraz przedstawiający Matkę Bożą trzymającą dzieciątko Jezus.

## Galeria

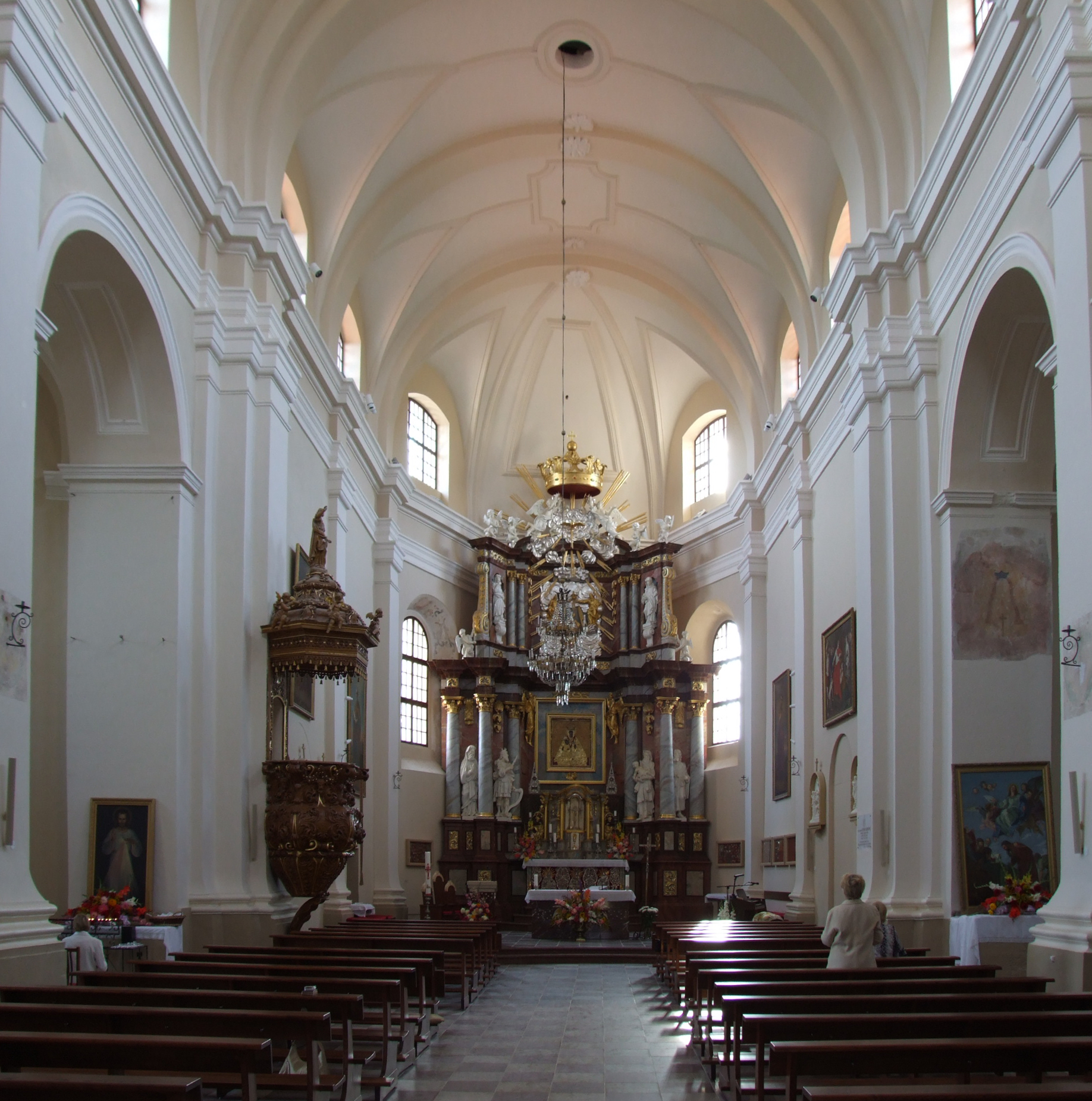
Wnętrze bazyliki
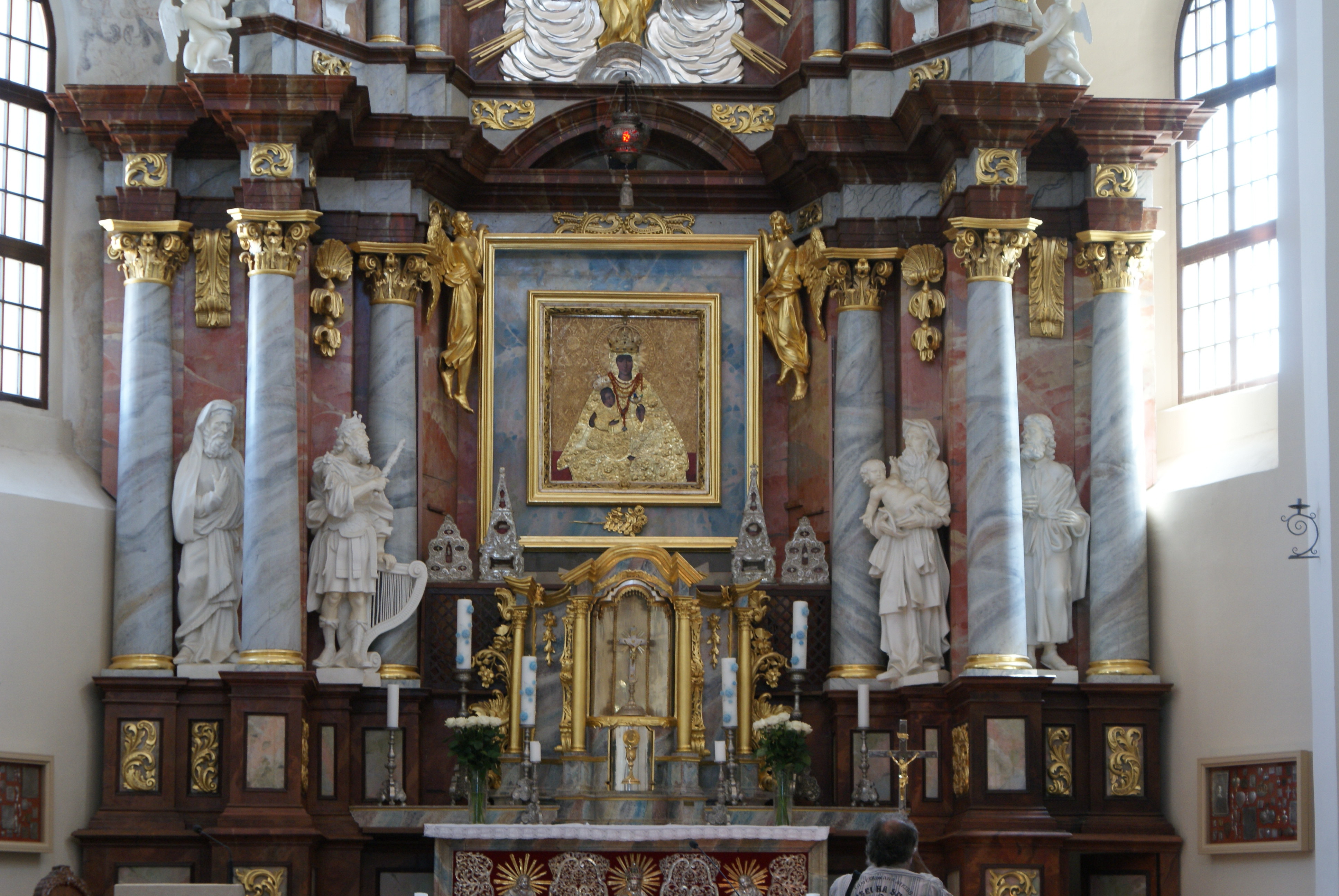
Obraz Matki Bożej
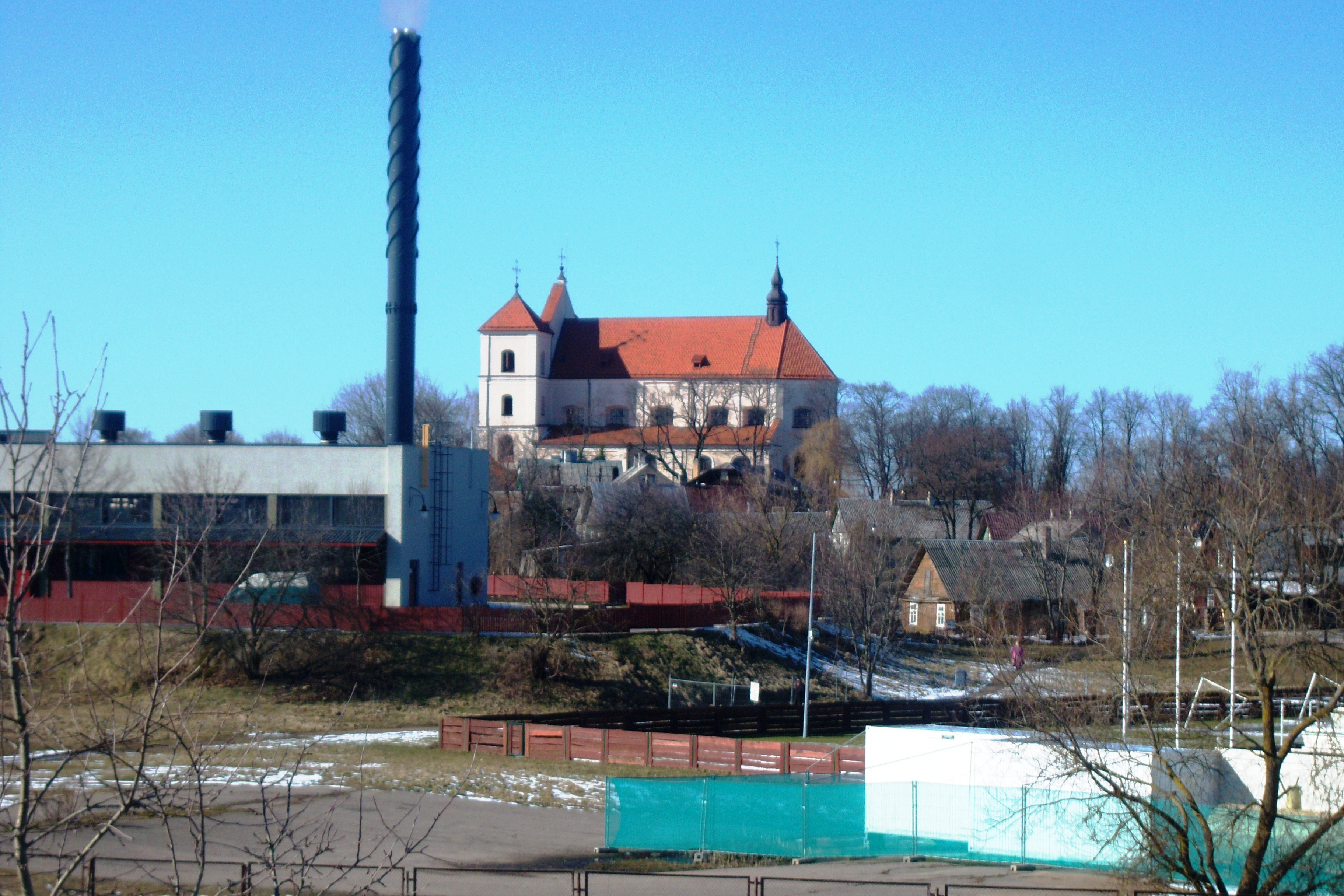
Widok na kościół z daleka
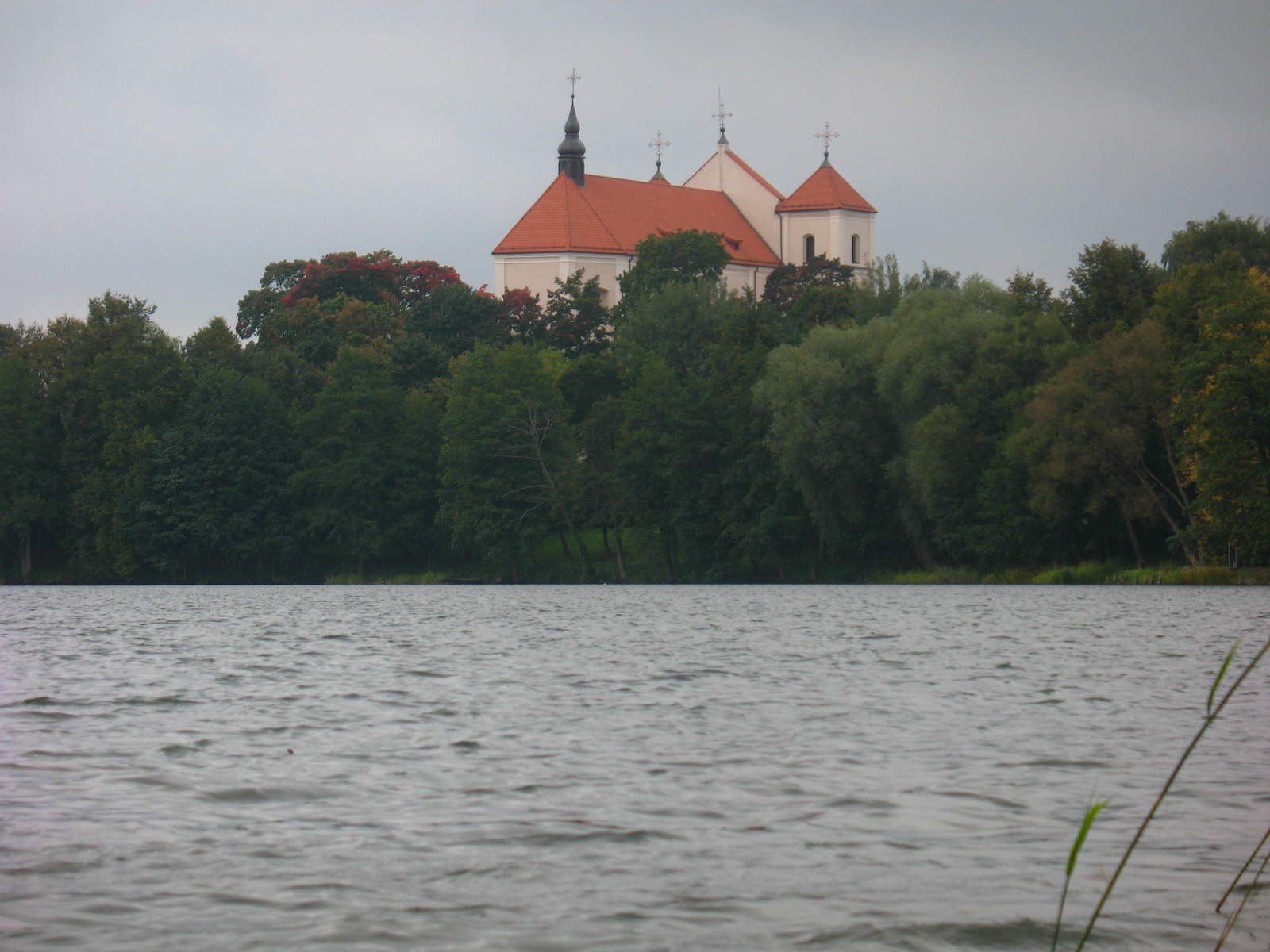
Widok z południowej części jeziora Galwe
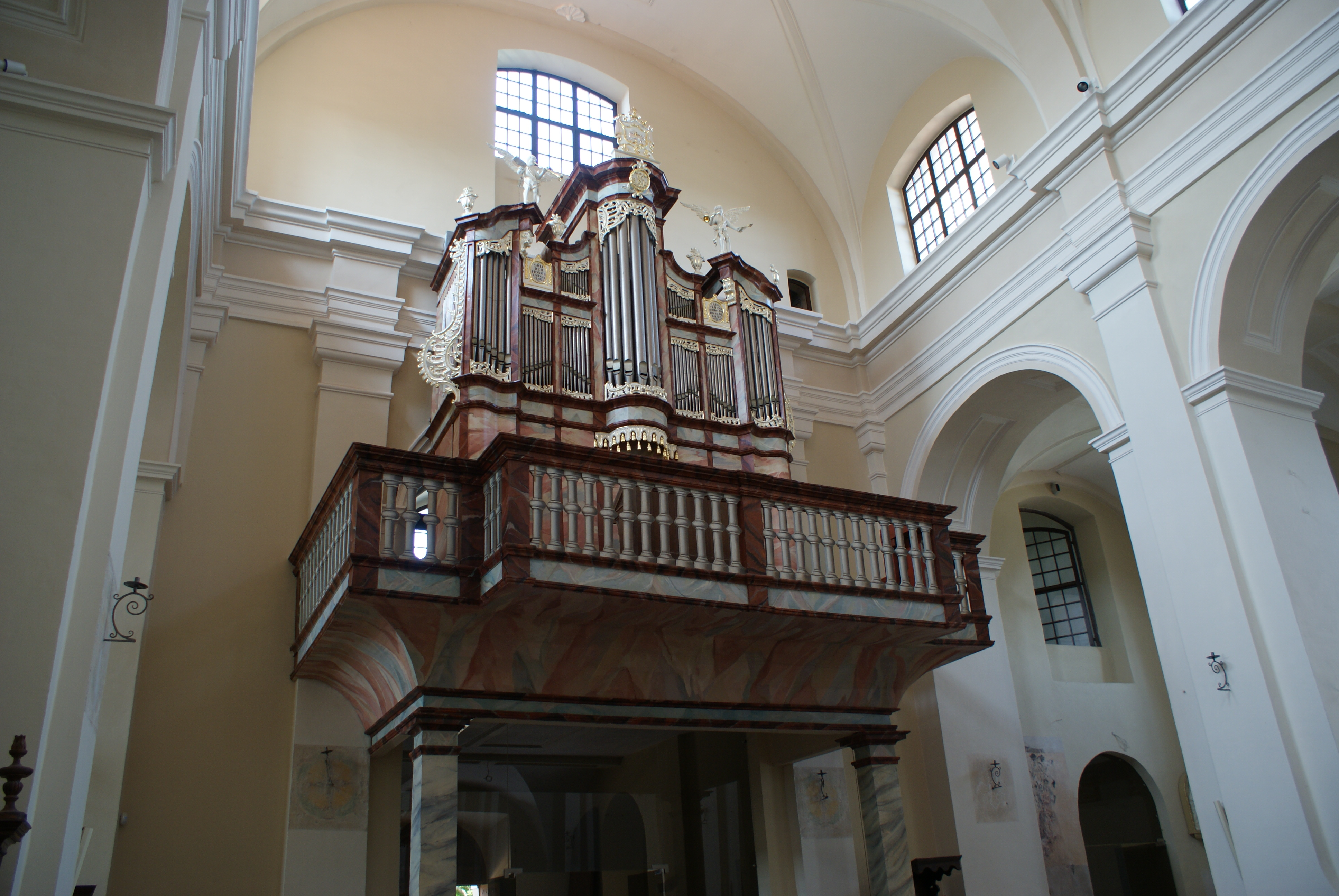
Organy

## Biografia
- https://exploretrakaivilnius.lt/pl/dwory-i-parki/bazylika-pw-nawiedzenia-najswietszej-maryi-panny-w-trokach